# Emil Racoviță, Vaslui
Emil Racoviță (denumirea veche: Șurănești) este un sat în comuna Dănești din județul Vaslui, Moldova, România.

## Denominare originară
Asupra originii denumirii satului părerile au fost împărțite.
C. Chiriță, în Dicționarul geografic al județului Vaslui, scria următoarele cu privire la originea numelui: „Numirea satului este legendară. Se spune că într-o epocă îndepărtată pe locul acesta erau păduri seculare și când [acestea] s-au pus în exploatare, la punctul ales de vamă, s-au construit mai multe șuri pentru adăpostul oamenilor și al vitelor care transportau lemnele. Împrejurul șurilor, raza locului mărindu-se în proporție cu tăierea pădurii și locul fiind foarte roditor pentru cultura cerealelor, au început a se așeza mai mulți locuitori și mai cu seamă locuitori români de peste Prut, formând un mic sătișor numit La Șuri și apoi, prin derivație, Șurănești.” 
Ipoteza este respinsă de I. Tanoviceanu ca nefondată, în cadrul comunicării pe care a făcut-o la Academia Română, la 10 ianuarie 1903, dată când prezintă și actul datat la 11 februarie 1400.
Denumirea satului a fost schimbată din Șurănești în Emil Racoviță la 13 decembrie 1957.

## Personalități
- Emil Racoviță (1868-1947) – savant roman, explorator, speolog și biolog. Este considerat fondatorul biospeologiei. A fost academician și președinte al Academiei Române.
- Grigore T. Popa (1892-1948) – medic român, membru corespondent al Academiei Române.
- Emil Condurachi (1912-1987) – academician, istoric și arheolog, numismat.

## Obiective turistice
- Casa memorială Emil Racoviță